# God Eater
God Eater (ゴッドイーター Goddo Ītā) es un videojuego de acción realizado para la consola PlayStation Portable y posteriormente mediante descarga digital para PlayStation Vita, desarrollado por Shift Inc., publicado por Namco Bandai Games en Japón y Europa, y publicado por D3 Publisher en Norteamérica. El juego fue lanzado originalmente bajo el nombre God Eater (ゴッドイーター Goddo Ītā) únicamente en Japón, pero debido a su acogida, fue mejorado y reeditado como Gods Eater Burst (ゴッドイーター バースト Goddo Ītā Bāsuto) y lanzado tanto en América como en Europa.
El 14 de noviembre de 2013 se realizó el lanzamiento de su secuela, God Eater 2, para PSP y PlayStation Vita en territorio japonés, y se realizó la reedición de éste, llamado God Eater 2: Rage Burst, el cual se estrenó en Japón el 19 de febrero de 2015 estrenándose por primera vez en occidente, haciendo el salto de generación y dejando a PSP a un lado para enfocarse en PS Vita y PlayStation 4.
Posteriormente se anunció la realización de una adaptación del videojuego Gods Eater Burst titulado God Eater Resurrection disponible a partir del 29 de octubre de 2015 para PS Vita y PlayStation 4 solo en territorio japonés.

## Historia
God Eater se lleva a cabo en un entorno completamente posapocalíptico, los acontecimientos del juego transcurren en el Japón del año 2071.
La Tierra ha sido arrasada por criaturas conocidas como Aragami, conjunción de millones de Oracle Cells, células inteligentes y hambrientas gobernadas por un núcleo, cuya única función biológica es consumir cualquier cosa: edificios, máquinas, animales, plantas; Solo algo se interpone entre los Aragami y la extinción de toda forma de vida conocida en la Tierra: Una organización anti-Aragami llamada Fenrir la cual contrata a unos guerreros llamados Gods Eaters (Devoradores de Dioses), cazadores de Aragami capaces de empuñar unas armas llamadas God Arc, un tipo de arma biológica especializada hecha a partir de las mismas Oracle Cells (en esencia, Aragami artificiales). Debido al tamaño y peso del God Arc, los Gods Eaters deben tener una pulsera unida quirúrgicamente a su muñeca, con el fin de hacerla funcionar.
Nuestro personaje será uno de esos Gods Eaters. Más concretamente, un Tipo Nuevo (New Type), capacitado para usar una nueva clase de God Arc que puede alternar entre los modos de disparo y combate cuerpo a cuerpo (en contraposición con los Tipos Antiguos, Old Type, que empleaban God Arcs especializados en uso de una u otra función). Una vez elegidos el sexo, aspecto, nombre del protagonista y arma, se recibirá una breve introducción sobre Fenrir, los Aragami y el estado del mundo. Tras lo cual, el personaje puede comenzar a realizar las misiones que le asigne Fenrir. Estas se dividen en misiones de trama y misiones “libres”; si bien en ambos tipos el objetivo será siempre el mismo: localizar y eliminar, bien en solitario o con un grupo (en ocasiones predeterminado y en otras a nuestra elección), a uno o varios Aragami de diversos tipos en un tiempo determinado. La única diferencia reside en que las misiones de trama permiten avanzar en la historia (aunque la misión tenga poca o ninguna relación con el contexto del argumento), mientras que las “libres” se usan generalmente para “cosechar” componentes de Aragami, que se usan posteriormente para mejorar o crear nuevas armas, escudos, atuendos, etc.
La historia gira en torno a los seis miembros principales de la organización anti-Aragami Fenrir. El jugador viajará junto a otros miembros entre experimentados y novatos (Lindow, Sakuya, Soma, Kota y Alisa), mientras que la coordinación e instrucciones vendrán por parte de la consejera Tsubaki Amamiya.
La primera parte del juego se centra en la relación de los personajes principales de la trama, la historia se basará principalmente en la Isla Aegis, y en Shio, un personaje clave dentro del juego.
La segunda parte de la historia se centra en las interacciones del protagonista principal y gira alrededor de la búsqueda de uno de los personajes principales, lo que conlleva a la llegada de Ren, y la batalla con un nuevo Aragami, el Corrosive Hannibal.

## Jugabilidad
La fórmula de juego, en esencia es bastante sencilla. A través de un cuartel general que tiene por nombre "The Den", se podrán realizar diferentes tareas (donde se eligen las misiones, se trabaja y mejoran las armas, se reabastece el suministro de consumibles, se habla con los demás personajes o crea y editan los tipos de bala) y por supuesto, prepararnos para salir a devorar dioses. Una vez en batalla, los parecidos con otra saga de caza de monstruos, Monster Hunter, pueden hacerse evidentes. Sin embargo, mientras el primero aboga por una aproximación más pausada y meditada al combate, God Eater apuesta por la acción más frenética, en la que abundan los combos rápidos y las maniobras evasivas fulgurantes para eludir los devastadores ataques de los Aragami. Así, una vez seleccionada la misión dejamos The Den para inmiscuirnos en amplios escenarios de ambientación posapocalíptica. En ellos y por regla general (aunque eso varía un tanto de un objetivo a otro) debemos explorar cada una de sus zonas en busca de objetos para recolectar (existe un amplio número de ellos) y lo más importante, dar caza a uno o varios Aragami que merodean por esos parajes.
Otro punto en el que el título destaca de otros con jugabilidad similar, es que dependiendo de la bestia que tengamos que eliminar, es necesario afrontar la batalla de una u otra forma. Sí al principio esto apenas tiene sentido porque los Aragami que debemos abatir son bastante sencillos, conforme se superan misiones, aumenta la dificultad paulatinamente, y acabar con algunos de ellos requiere de una planificación previa y posterior ejecución de una determinada estrategia.
Un apartado que realza las características del título, es el componente multijugador. God Eater permite conexión Ad-hoc con hasta tres jugadores, con los que formar equipo y cooperar en la caza de Aragami. Si bien las misiones “libres” (y alguna que otra de la trama principal) nos permiten ir de caza en solitario para un mayor nivel de desafío, lo cierto es que el trabajo en equipo es vital cuando casi cualquier Aragami puede vencer al jugador de un solo golpe. No solo por la posibilidad táctica de permitir ataques envolventes y confundir a la presa; de cara a la supervivencia, cada miembro del grupo puede revivir a compañeros caídos gracias al Link-Aid: a cambio de un porcentaje de su salud (generalmente la mitad), pueden revivir a otros personajes que estén fuera de combate y permitir su vuelta a la lucha.

## Personajes
- El jugador (プレイヤー Pureiyā?) Un héroe/heroína silencioso(a) que inicia su carrera como nuevo recluta de la Unidad del Lejano Oriente, es asignado a la primera unidad de Gods Eaters.[5] El jugador es también el primer God Eater "New-Type" en unirse a la unidad del Lejano Oriente (Far East Branch) y tiene la posibilidad de escalar de rango conforme avanza la historia.
- Lindow Amamiya (雨宮 リンドウ Amamiya Rindō?) Edad: 26, Sexo: Masculino. Líder de la primera unidad de Gods Eater. Aunque parece tranquilo y relajado, posee un gran poder y convicción dentro de las batallas. Registrado en la unidad Fenrir del lejano oriente desde el año 2061.
- Soma Schicksal (ソーマ・シックザール Sōma Shikkuzāru?) Edad: 18, Sexo: Masculino. Con tan solo 18 años ya puede presumir de ser un God Eater veterano. Taciturno, odia relacionarse con los demás[6] y la mayoría de las veces prefiere luchar contra los Aragami de manera individual. Se unió a la unidad Fenrir del Lejano Oriente desde el año 2064.
- Sakuya Tachibana (橘 サクヤ Tachibana Sakuya?) Edad: 21, Sexo: Femenino. Es la sub-líder de la primera unidad. Se unió a la unidad Fenrir del lejano oriente desde el año 2064.
- Kota Fujiki (藤木 コウタ Fujiki Kōta?) Edad: 15, Sexo: Masculino. Es un miembro de primera unidad que inicia su carrera como God Eater al mismo tiempo que el jugador.[5] Es un personaje muy amigable, aunque no muy buen estudiante, es un God Eater Old-Type. Se une a la unidad Fenrir del lejano oriente en el año 2071. La voz en japonés la interpreta Daisuke Sakaguchi.
- Alisa Ilinichina Amiella (アリサ・イリーニチナ・アミエーラ Arisa Irīnichina Amiēra?) Edad: 15, Sexo: Femenino. Es la nueva recluta proveniente de la unidad de Rusia, es mentalmente inestable debido a problemas de su pasado relacionados con los Aragami.[7]  Al igual que el jugador, Alisa es también una New-Type. Se une a la unidad Fenrir del lejano oriente en el año 2071. La voz en japonés es interpretada por Maaya Sakamoto.
- Tsubaki Amamiya (雨宮 ツバキ Amamiya Tsubaki?) Edad: 29, Sexo: Femenino. Es la hermana mayor de Lindow y trabaja como supervisora e instructora de las unidades de primera, segunda, y tercera clase.[5] Se unió a la unidad Fenrir del lejano oriente desde el año 2059. En japonés es interpretada por Atsuko Tanaka.[8]

## Desarrollo
- El juego fue anunciado oficialmente el 9 de julio de 2009 por Namco Bandai Games.[9] Poco después del lanzamiento de la versión japonesa fue anunciada por una filial de Namco Bandai Holdings, D3 Publisher, el lanzamiento entre julio y septiembre del 2010 de la versión americana.[10] Sin embargo, D3 terminó de localizar God Eater Burst a principios del 2011.[11] Finalmente el 12 de enero de 2011 se reveló que el título para Norteamérica y Europa sería cambiado a Gods Eater Burst[12] haciendo la palabra "God" plural, esto probablemente para evitar una posible mala interpretación de carácter religioso.
- A pesar de que el juego salió a otros mercados debido a su indiscutible éxito en Japón, solo se llegó a localizar en idioma inglés.

## Medios relacionados

### OVA
Una OVA de 10 minutos aproximadamente que sirve como precuela al juego fue realizada por Ufotable. Ubicándose 6 años antes de los eventos vistos en  God Eater, en este video se muestra a Soma en su primera misión. A Lindow de la unidad Fenrir del Lejando Oriente (Far East Branch) y a Tsubaki, su hermana mayor en medio de una batalla contra una invasión Aragami.

### Juego de cartas coleccionables
Un juego de cartas fue realizado como "[God Eater Burst] Monster Collection Trading Card Game", en septiembre de 2011.

### Miniaturas
Un juego de nueve miniaturas incluyendo a los Aragami fue realizado en Japón bajo el nombre Soul of Figuration God Eater.

### Banda sonora
God Eater Burst Drama and Original Soundtrack fue realizado el 22 de diciembre de 2010. Éste fue compuesto por Go Shiina e incluye el tema principal del juego Over the Clouds.
| God Eater Burst Drama and Original Soundtrack |                                                          |          |  |
| N.º                                           | Título                                                   | Duración |  |
| 1.                                            | «Over the clouds -BURST mix-»                            | 1:50     |  |
| 2.                                            | «Drama - Plank of Carneades»                             | 28:28    |  |
| 3.                                            | «Drama - Defense Squad: All Assembled!»                  | 11:07    |  |
| 4.                                            | «Drama - Erik der Vogelweide's Magnificent Recollection» | 6:55     |  |
| 5.                                            | «Time of Decision»                                       | 2:38     |  |
| 6.                                            | «Merciless Lord»                                         | 1:47     |  |
| 7.                                            | «In the Sun»                                             | 3:10     |  |
| 8.                                            | «Endless Voracity»                                       | 2:05     |  |
| 9.                                            | «Dum Spiro»                                              | 3:56     |  |
| 10.                                           | «my life -farewell arrange-»                             | 6:22     |  |
| 11.                                           | «Bonus Drama»                                            | 5:42     |  |